# Ambassade de Pologne en Algérie
L'ambassade de Pologne en Algérie est la représentation diplomatique de la République de Pologne auprès de la République algérienne. Elle est située à Alger, la capitale du pays, et son ambassadeur (chargée d’affaires a.i.) est, Krzysztof Kopytko.
Outre l'Algérie, l'ambassadeur polonais en Algérie est également accrédité auprès du Tchad et du Niger.

## Ambassade
L'ambassade est située Rue Olof Palme, à Hydra, dans la wilaya d'Alger en Algérie. Elle accueille aussi une section consulaire. L'établissement comprend  une unité des affaires politiques et économiques, un bureau des affaires administratives et financières et un poste indépendant pour les affaires agricoles

## Histoire
La Pologne a établi des relations diplomatiques avec l'Algérie en 1962, année de l'indépendance du pays.
Dans le passé, la structure a également été accréditée pour le Burkina Faso et le Mali.